# カトリック吉祥寺教会
カトリック吉祥寺教会（カトリックきちじょうじきょうかい）は、東京都武蔵野市にあるカトリック東京大司教区の修道院委託小教区の教会およびその聖堂である。

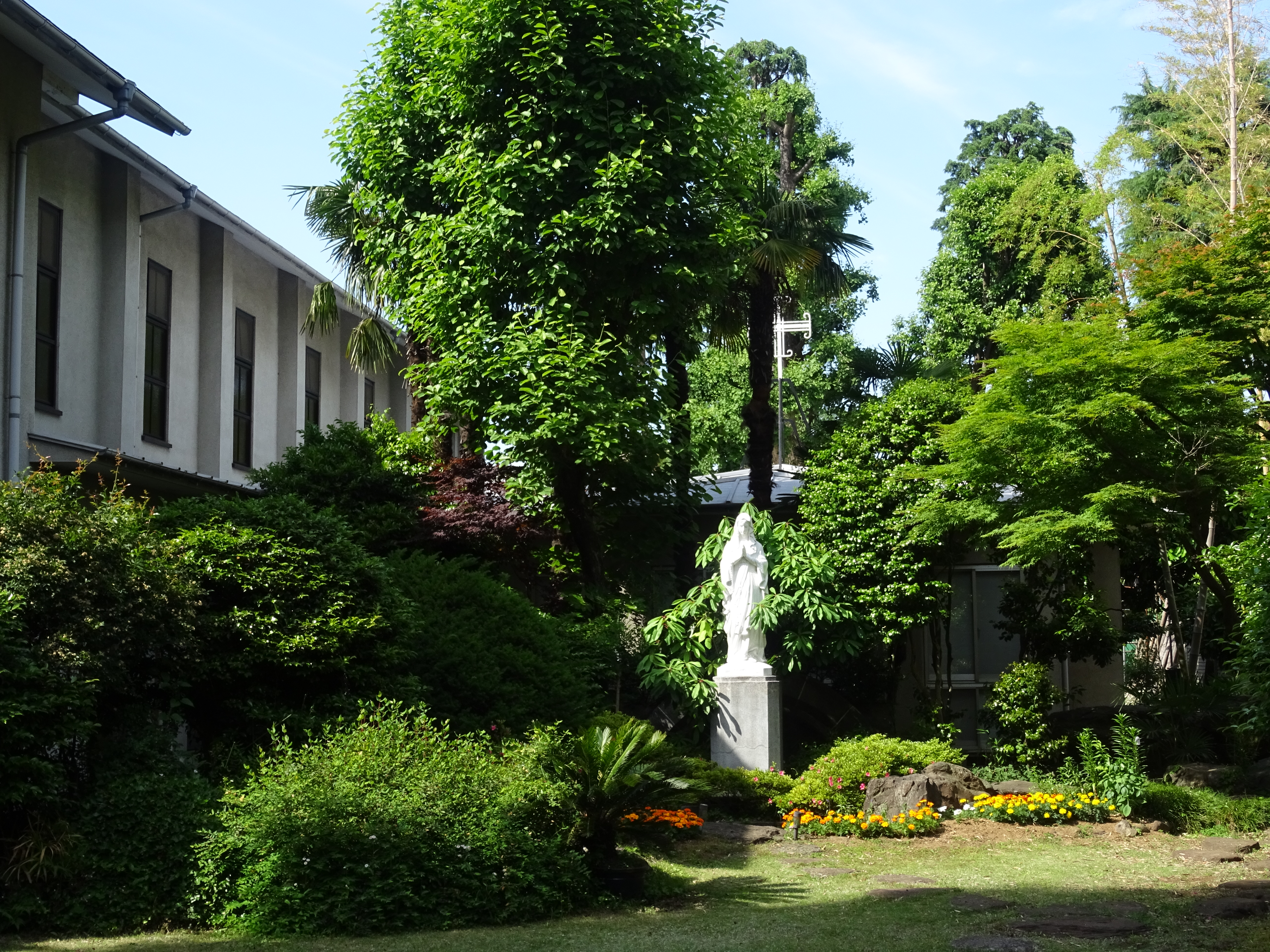
カトリック吉祥寺教会のマリア像

## 概要
カトリック神言会に委託された小教区であり、登録されている信徒数は5,000人を超える「マンモス教会」である。
現在の聖堂は1954年（昭和29年）に竣工。その後当時の司祭館や伝道館など整備された。
吉祥寺駅から徒歩6分程度と言う立地もあり、数多くの人が訪れる。

## 歴史
- 1935年（昭和10年） 当地でカトリックの宣教が始められる。
- 1942年（昭和16年） カトリック高円寺教会の分教会となり、翌年には分教会として初の洗礼式、結婚式、堅信式が行われた。
- 1948年（昭和23年） 現在の地を購入・確保。
- 1949年（昭和24年） 2月に吉祥寺教会として独立。年末に信徒会館が落成し、仮聖堂として初ミサが行われる。
- 1954年（昭和29年） 現在の聖堂が完成。
- 1971年（昭和46年） 教会用地の一角に11階建てマンションを建設し分譲、1階から3階までを信徒会館と司祭館、神言会東京修道院とする。
- 1973年（昭和48年） 12月中旬、隣家の火災により聖堂が一部延焼し、そのためパイプオルガンが使用不能となる。
- 1974年（昭和49年） 4月より修復工事を開始し、同時に第2バチカン公会議の典礼様式の聖堂内陣にリフォームする。

## 所在地
- 〒180-0005　武蔵野市御殿山1-7-8
- 吉祥寺駅方面より吉祥寺通りを南下、徒歩6分。

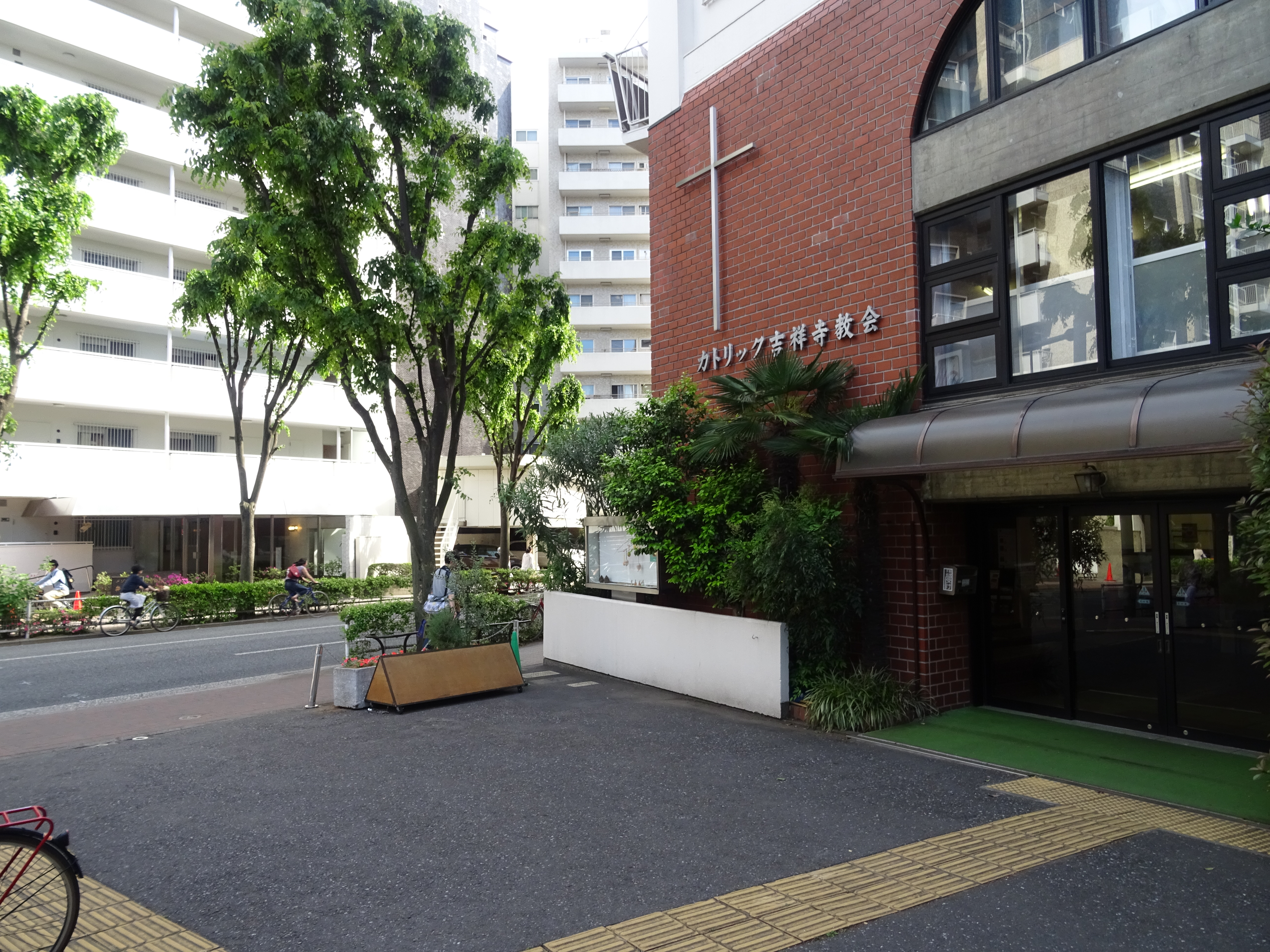
カトリック吉祥寺教会の信徒会館・司祭館・修道院入口